# Stijena (Podgorica)
Pour les articles homonymes, voir Stijena.
Stijena (en serbe en écriture cyrillique : Стијена) est un village de l'est du Monténégro, dans la municipalité de Podgorica.

## Démographie

### Évolution historique de la population
| 1948 | 1953 | 1961 | 1971 | 1981 | 1991 | 2003 |
| ---- | ---- | ---- | ---- | ---- | ---- | ---- |
| 640  | 683  | 701  | 621  | 540  | 308  | 390  |